# Erreur HTTP 404
Pour les articles homonymes, voir 404 (homonymie).

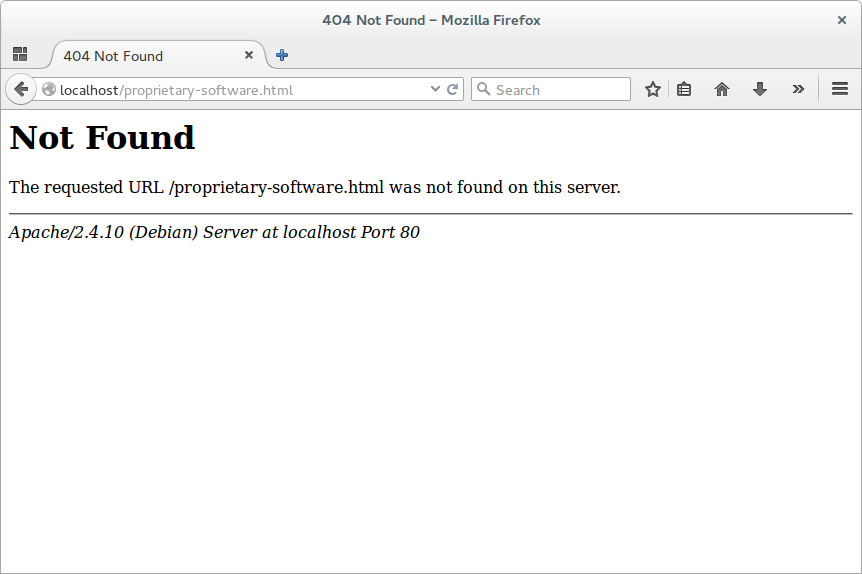
La page d'erreur 404 générée par défaut par le serveur HTTP Apache.

Dans le World Wide Web, l’erreur 404 signale que la ressource demandée, généralement une page Web, n'a pas été trouvée. Elle est souvent accompagnée d'un message avec les mots « pas trouvé » ou not found en anglais. Le numéro 404 est défini par la liste des codes du protocole de communication Hypertext Transfer Protocol (HTTP).
Il existe plusieurs causes possibles à cette erreur comme suivre un lien mort, car la ressource demandée a été supprimée ou placée à une autre adresse, ou encore l'adresse est mal saisie par l'internaute dans son navigateur Web ou par le webmaster lors de la conception de sa page. 
Ce code peut aussi être détourné de son sens et renvoyé à la suite d'une restriction d’accès à certaines ressources web comme la censure.

## Suivi et correction
Il existe un certain nombre d'outils, à l'image d'analyseurs de liens cassés comme l'extension Broken Link Checker de WordPress, pouvant être utilisés par les webmasters pour lister les erreurs 404, afin de pouvoir les réparer manuellement. Ces outils peuvent être utiles pour rechercher des liens existant dans un site Web particulier. La limite de ces outils est qu'ils ne trouvent que des liens dans un site Web en particulier et ignorent les erreurs 404 résultant de liens sur d'autres sites. En conséquence, ces outils manquent 83% des erreurs 404 des sites Web. Une solution consiste à rechercher des erreurs 404 en analysant des liens externes.
Une autre méthode courante consiste à suivre le trafic sur les pages d'erreur 404 à l'aide d'une analyse de fichier d'historique. Cela peut être utile pour en savoir plus sur ce que les utilisateurs confrontés à l'erreur 404 ont consulté sur le site. Une autre méthode de suivi du trafic sur les pages d'erreur 404 consiste à utiliser des outils de suivi du trafic basés sur l'analyse des journaux des serveurs Web comme Awstats, ou bien encore sur le langage JavaScript comme Matomo.
Il est préférable d’utiliser un code d’en-tête 410 lorsque la ressource n’existe plus.

## Conséquence de l'apparition
Outre les désagréments de navigation pour l'utilisateur, la présence répétée d'erreurs 404 sur un site internet peut affecter son référencement dans les moteurs de recherche.

## Dans la culture

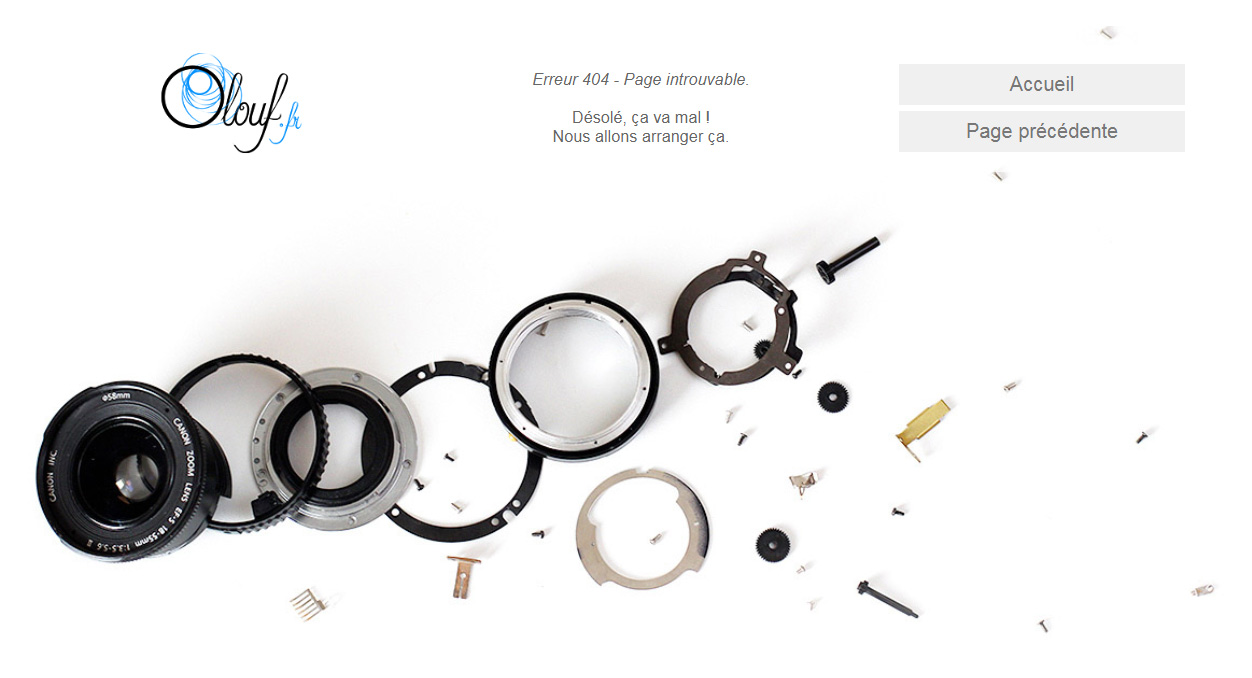
Copie d'écran d'un message d'erreur 404 à caractère humoristique.

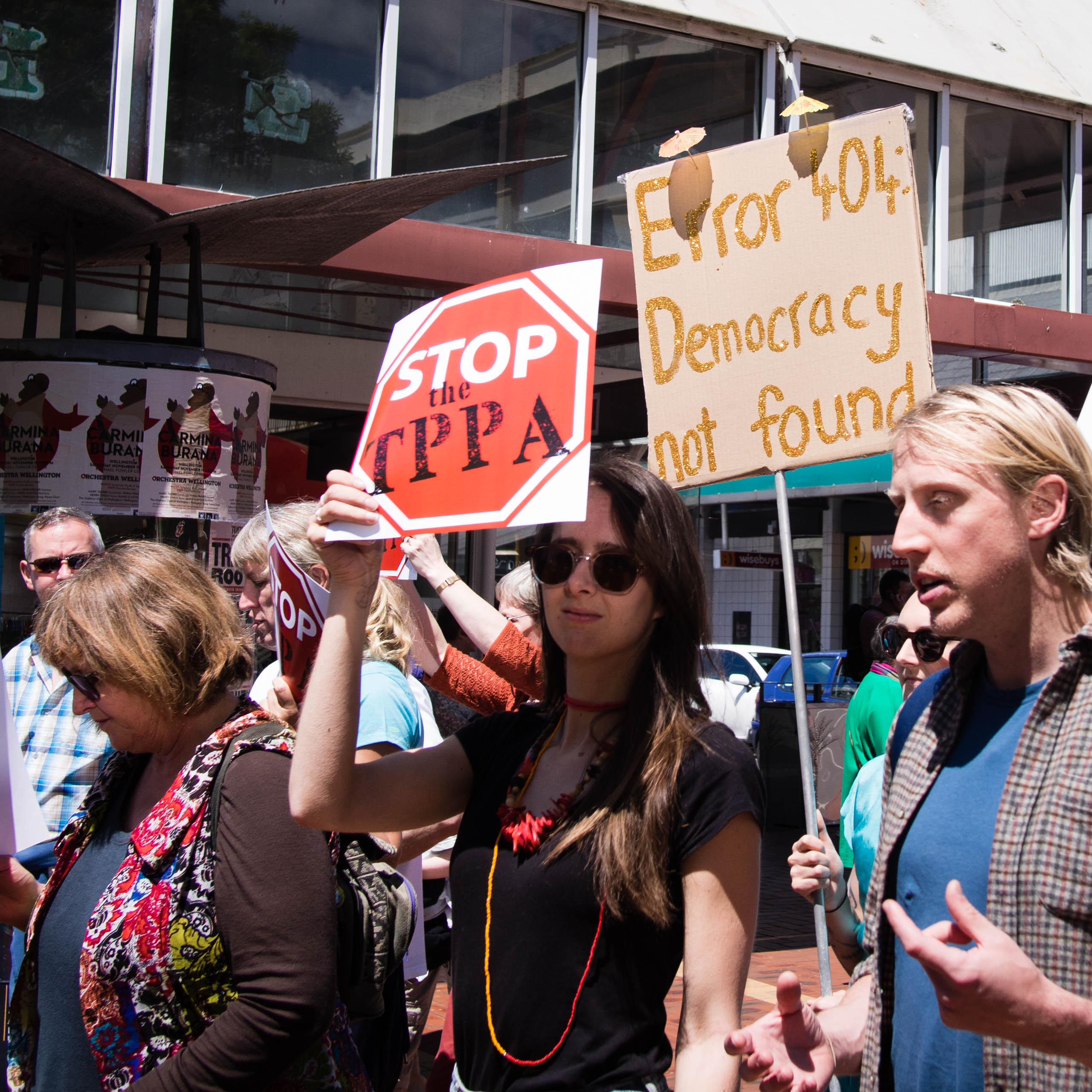
Pancarte Erreur 404 : démocratie non trouvée dans une manifestation à Wellington (Nouvelle-Zélande) en 2014.

### Origine
La légende attribue le numéro d’erreur « 404 » à l’anecdote selon laquelle « au CERN, en Suisse, les chercheurs, excédés d’aller sans cesse relancer un serveur défaillant installé dans le bureau n° 404, aient attribué ce numéro d’erreur au défaut de connexion, en souvenir de cette pièce maudite ». Cette légende a été démentie par Tim Berners-Lee lors d'une séance de questions-réponses menée sur Reddit en mars 2014.

### Personnalisation
De nombreux webmasters ont décidé de personnaliser cette page d'erreur, la page 404 étant réellement devenue partie intégrante de la culture du Web,. En outre, de nombreux sites créent leur propre message d'erreur.
Les serveurs Web sont généralement configurés pour afficher une page d'erreur 404 personnalisée, qui donne une description plus naturelle du message, et parfois un plan du site, un formulaire de recherche ou un widget de page 404.
De nombreuses organisations utilisent l'apparition des pages d'erreur 404 comme une occasion d'injecter de l'humour pour dédramatiser ce qui est généralement perçu par l'utilisateur comme un bug et une erreur de la part de l'organisation. Les pages incluent alors généralement un élément graphique reprenant le thème du site représentant un dysfonctionnement de manière humoristique, parfois une animation ou un jeu pour le visiteur.

### Journée du 4 avril (4/04)
Le 4 avril peut s'écrire de façon numérique « 4/04 », particulièrement dans les pays anglophones, la similitude avec l'erreur 404 en fait une occasion pour certaines entreprises de le célébrer, ou de créer une application spécialement pour l'occasion.